# Revit
Revit est un logiciel de conception de bâtiment édité par la société américaine Autodesk qui permet de créer un modèle en 3D d'un bâtiment pour créer divers documents nécessaires à sa construction (plan, perspective, ...).
Revit est un logiciel de CAO, mais sa particularité est d'être un logiciel BIM multi-métiers destiné aux professionnels du BTP (ingénieurs, architectes, dessinateurs-projeteurs, entrepreneurs,...).

## Histoire

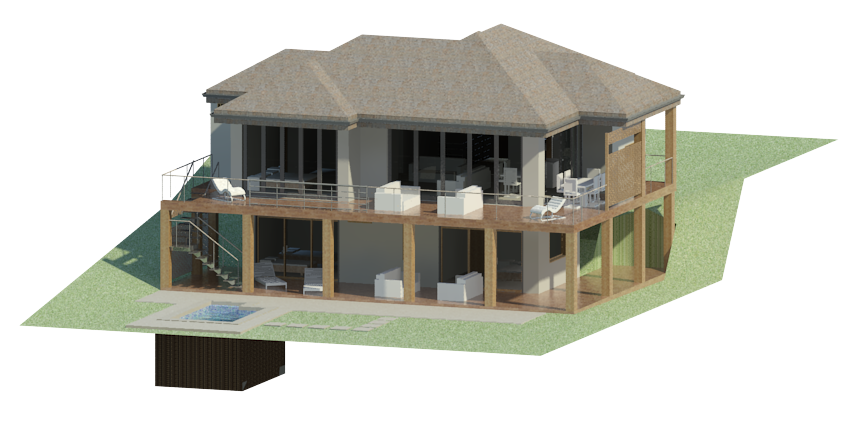
Rendu fait à partir des plans 2D et 3D dans Revit 2015.

Charles River Software a été fondée à Newton, Massachusetts, le 31 octobre 1997, par Leoind Razi et Irwin Jungreis, ses développeurs clés.
Dès le départ, Revit visait à permettre aux professionnels de la construction, de concevoir et documenter un bâtiment par la création d'un modèle tridimensionnel paramétrique qui comprenait à la fois la géométrie et la conception non-géométrique, ainsi que l'information de la construction, ce qui deviendra plus tard connu comme la modélisation des données ou BIM.
La facilité de faire des changements a inspiré le nom anglais « Revit », une contraction de « Revise-It » (trad. : « Révise le »).
Le logiciel progresse rapidement, avec la version 2.0, 3.0, 3.1, 4.0, et 4.1 sorties en août 2000, octobre 2000, février 2001, juin 2001, novembre 2001, et janvier 2002 respectivement.
Le logiciel était initialement offert uniquement sous forme d’abonnement mensuel, sans option d'achat.
Revit est racheté par Autodesk en 2002 à la société Américaine Revit Technology Corporation basée dans le Massachusetts pour 133 millions de dollars US. Les premières versions du produit étaient connues sous le nom de Revit Building, qui s'est arrêté à la version 8.1 (sortie en juillet 2005).
Depuis Revit 2013, les différentes disciplines (Structure et MEP (MEP : Mechanical, Electricity and Plumbing) soit pour la dernière discipline : ventilation, électricité, sanitaire, chauffage, climatisation) sont réunies en un seul produit, simplement appelé Revit.
Le rythme de sortie des nouvelles versions est de une par an. Ainsi la version 2015 est sortie le 27 mars 2014,; la version 2016, le 13 avril 2015; la version 2017, le 18 avril 2016.

## Un logiciel BIM

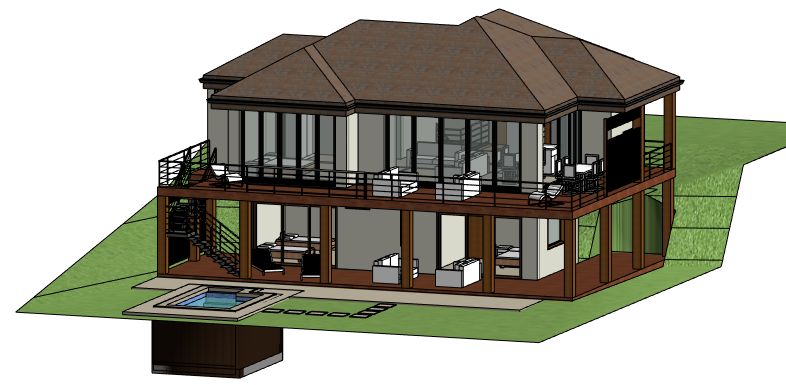
Exemple de modélisation en 3D dans Revit 2015.

Avec sa plate-forme Revit, Autodesk est un acteur important sur le marché du BIM avec Nemetschek (responsables d'ArchiCAD, AllPlan et Vectorworks), Bentley Systems avec OpenBuildings Designer et Gehry Technologies avec Digital Project basé sur CATIA.
Revit est destiné aux ingénieurs et aux architectes et sert à modéliser des bâtiments en trois dimensions. Autrement dit, un seul fichier contient toutes les données. Ainsi, lorsqu'un élément change de place ou de fonction, il est mis à jour dans toutes les vues du modèle ainsi que dans les nomenclatures et sur le jeu de feuilles des plans. Plusieurs disciplines se rencontrent dans cette même logique, comme la structure, les réseaux, les fluides ...
Ainsi, Revit travaille en plan, en coupe, en façade, en perspective, en vue orthogonale, en coupe 3D et en nomenclatures.
Le format original d'un fichier Revit est le .rvt. Depuis celui-ci, il est possible d'exporter ce modèle en fichiers 2D (.dwg, .dxf, .dwf, .jpg ...) mais aussi en fichiers 3D (.dwg 3D, .fbx ...). De ce fait, l'interopérabilité est possible avec d'autres logiciels Autodesk tels Autocad ou 3ds Max (par le biais du fbx), ou Twinmotion logiciel de 3D en temps réel possédant un export natif Revit.
La base de la modélisation se fait par familles éditables. Ainsi un élément pourra être décliné selon d'autres dimensions, en créant des contraintes paramétriques ...

## Versions
Le logiciel est disponible en plusieurs versions - complète ou légère :
- Revit (inclus dans les suites logicielles Building Design suite et Revit Collaboration suite d'Autodesk)
- Revit LT (version light disponible en standalone ou dans la Autocad Revit LT suite)[8]

Revit peut aussi se décliner en différentes versions métier, on peut compter :
- Revit Architecture : outil de modélisation pour la conception BIM générique.
- Revit Structure : outil de modélisation d'éléments de structure.
- Revit MEP : outil de modélisation de réseaux, qui se concentre vers la ventilation, l'électricité, les sanitaires, la plomberie, le chauffage, et la climatisation.

Si les versions métier ne sont pas précisées on parle alors de Revit (tout court), qui lui possède les outils de ces 3 disciplines incluses (à défaut, par exemple Revit Architecture ne possède que les outils de conception du bâtiment). Cependant depuis 2013, les 3 disciplines sont réunies en un seul produit : Revit.

## Plateformes supportées
Revit est disponible pour le système d'exploitation Windows.
Depuis la version 2015, seules les machines équipées de multiprocesseurs 64 bit peuvent faire tourner le logiciel, et le support pour Windows 32 bit a été supprimé. La version 2014 est donc la dernière version pouvant fonctionner avec un système Windows 32 bit.

## Modélisation

### Les outils
Les outils de modélisation sont : murs, dalles, poteaux, poutres, toits ou topographie pour les terrains...
Une bibliothèque offrant une petite quantité - librairie limitée - d'objets paramétrables (appelés familles) est fournie avec Revit. Ces objets sont des fenêtres, des portes, des éclairages, poteaux, un certain nombre d’éléments de mobilier (tables, chaises, lits...), etc.

### Création de familles
Revit offre la possibilité de créer ses propres "familles" (composants utilisés dans le projet, comme lits, tables chaises, luminaires...) que l'on peut rendre paramétriques, grâce à des modèles livrés dans une bibliothèque de gabarits prédéfinis. Ces familles permettent de créer des objets à l'infini et sont très polyvalentes.
Le travail se fait dans "l'éditeur de familles", qui est en quelque sorte un programme séparé ouvrant une interface de Revit, légèrement différente de "l'environnement projet", avec ses propres outils, destinée à la création et l'assemblage des familles. 
Un utilisateur expérimenté peut créer des familles réalistes et précises allant des meubles aux appareils d'éclairage/luminaires, etc. et aussi utiliser cette interface pour l'importation de modèles créés dans d'autres programmes de conception 3D, pourvu que les extensions de fichiers soient compatibles (.dwg, .skp, ifc, etc.).
Ces familles sont ensuite chargées dans le projet.
Il est également possible d'obtenir des familles directement auprès des fournisseurs, ce qui permet d'obtenir une représentation virtuelle identique du produit réel, incluant toutes les informations essentielles telles que le voltage des prises par exemple.

## Visualisation et imagerie
Revit peut afficher des projections parallèles (axonométrie, isométrie) et des perspectives dans une fenêtre de visualisation 3D servant aussi de fenêtre de rendu.

## Historique des mises à jour
La version 2024 de Revit inclut les nouveautés suivantes :
- 1- Outils de recherche dans l’arborescence de projet
- 2- Paramètres de hauteur dans la zone de définition
- 3- Améliorations de l’étude solaire
- 4- Analyse énergétique basée sur des éléments actifs dans la vue
- 5 – Ordre d’affichage des éléments 2D dans les familles 3D
- 6- Alignement de motifs sur des surfaces dont la forme a été modifiée :
- 7– Redimensionner toutes les lignes des nomenclatures placées sur les feuilles :

## Formats natifs et extensions de fichiers
Les quatre extensions de fichiers créés par Revit sont :
- .rvt pour les projets ;
- .rfa pour les familles (les composants créés) ;
- .rft pour les patrons / gabarits (modèles de départ) des familles (Template en anglais) ;
- .rte pour les patrons / gabarits des projets de départ.

Ces extensions correspondent à :
- .rvt : Autodesk Revit Project ;
- .rfa : Autodesk Revit Family  ;
- .rft : Autodesk Revit Family Template ;
- .rte : Autodesk Revit Template .

## Identité visuelle logo

2010
2014 à 2016
Depuis 2017

## Autres Applications de conception BIM
- ArchiCAD[10]
- Allplan
- OpenBuildings Designer de Bentley Systems
- VectorWorks
- Tekla Structures